# قيلوميات
القيلوميات (الاسم العلمي:Stylonematales) هي رتبة من الطحالب الحمراء تتبع الطائفة القيلومانية.

## التصنيف
- رتبة القيلوميات
  - الفصيلة القيلومية
    - جنس القيلومى